# Magasin d'Éducation et de Récréation
Le Magazin d'éducation et de récréation, que en un inicio se llamó  Bibliothèque illustrée des Familles (Biblioteca ilustrada de la familia), fue una revista literaria fundada por Pierre-Jules Hetzel y por Jean Macé en abril de 1863, y cuyo fin principal era enseñar y divertir a toda la familia. Se publicaba quincenalmente y sus principales publicaciones fueron los Viajes extraordinarios de Jules Verne. Ya que se acababan de imprimir en la revista, se hacía una edición en libro, que se hacía casi al final del año (para que se regalara el libro a los niños con motivo de la Navidad). Así se mantenía la intriga y la necesidad de los lectores de seguir comprando la revista.
Había tres ediciones: una edición económica, sin ilustraciones, una edición de bolsillo, con pocas ilustraciones; y una edición en un formato más grande con muchas ilustraciones, que fue la más popular de las tres.
- Datos: Q3276553
- Multimedia: Magasin d'éducation et de récréation / Q3276553